# Yvonne Turner
Yvonne Nicole Turner (Omaha, 13 ottobre 1987) è una cestista statunitense naturalizzata ungherese, professionista nella WNBA.

## Carriera
Con l'Ungheria ha disputato i Campionati europei del 2019.